# 永石春奈
永石 春奈（ながいし はるな、1983年4月18日 - ）は、熊本県出身の元バスケットボール選手である。ニックネームは「ナナ」。ポジションはフォワード。

## 来歴
長崎女高から、鹿屋体育大学に進み、2005年ユニバーシアードに出場。東アジア大会にも大学生で唯一選ばれ出場。
卒業後、日本航空に入社。
2010年シャンソン化粧品に移籍。2012年引退。

## 経歴
- 長崎女子高校 - 鹿屋体育大学 - 日本航空（2006年 - 2010年）- シャンソン化粧品（2010年 - 2012年）

## 日本代表歴
- 2005ユニバーシアード
- 2005東アジア大会